# 何孝充
何孝充（1932年—），安徽天长人，中华人民共和国评剧剧作家，中国评剧院原党委书记，中国戏剧家协会原副主席、党组副书记。